# TSC Rot-Gold Sinsheim
Der TSC Rot-Gold Sinsheim ist ein Tanzsportverein in Sinsheim. Der Verein, der Anfang 1992 gegründet wurde, verfügt über Turniertanzpaare und Formationstanz (Standard, bis 2009 auch Latein) sowie Angebote im Breitensportbereich mit Tanzkreisen und Kindertanzen und speziellen Angeboten wie Ballett, Hip-Hop, Rollstuhltanz, Rock ’n’ Roll, Salsa, Jazz und Modern Dance und Stepptanz.

## Lateinformationen

### A-Team
Die Lateinformation des TSC Rot-Gold Sinsheim wurde 1994 im TSC Mc Fly Sinsheim gegründet. In der Saison 1995/1996 trat die Formation für den TSC Mc Fly Sinsheim mit dem Thema „Spanien“ erstmals in der Landesliga Süd Latein, Gruppe TBW an.
Im Herbst 1996 löste sich der TSC Mc Fly Sinsheim wegen Unstimmigkeiten im Vorstand auf. Die Formation des Vereins wechselte zum TSC Rot-Gold Sinsheim, für den sie in der Saison 1996/1997 erneut mit dem Thema „Spanien“ in der Landesliga antrat.
In den Folgejahren tanzte die Formation in der Landesliga Süd Latein zum Thema „Gloria Estefan“ (1997/1998) und „Sister Act“ (1998/1999).
In der Saison 1999/2000 wurde das Team des TSC Rot-Gold Sinsheim nicht der Gruppe Tanz Baden-Württemberg (TBW), sondern der Gruppe Hessischer Tanzverband (HTV), Rheinland-Pfalz (TRP) und Saarland (SLT) zugeteilt. Die Formation, die erneut zum Thema „Sister Act“ tanzte, schaffte hier mit dem 3. Platz der Liga den Aufstieg in die Oberliga Süd Latein und kehrte so in die Gruppe TBW zurück. In der Oberliga Süd tanzte die Formation eine Saison zum Thema „Red Rose“, das der Verein vom 1. TC Ludwigsburg übernommen hatte, zu der die Formation jedoch eine eigene Choreographie tanzte. Nachdem die Formation am Ende der Saison wieder in die Landesliga Süd Latein abgestiegen war, schaffte sie in der Saison 2001/2002 mit dem 2. Platz der Liga den direkten Wiederaufstieg in die Oberliga Süd Latein. Als neues Thema wurde in der Saison 2002/2003 „Salsa Caliente“ vom Grün-Gold-Club Bremen vertanzt. Der Klassenerhalt wurde mit dem 5. Platz erreicht. In der Saison 2003/2004 dann erreichte das Team, das erneut zum Thema „Salsa Caliente“ tanzte, den 2. Platz in der Oberliga Süd. Ein Jahr später dann schaffte das Team mit dem neuen Thema „La dolce vita“, das erneut vom Grün-Gold-Club Bremen übernommen wurde, mit dem 1. Platz in der Oberliga Süd den Aufstieg in die Regionalliga Süd Latein.
Bis zur Saison 2007/2008 tanzte das Team in der Regionalliga Süd. In der Saison 2006/2007 erreichte es den 2. Platz in der Liga und den 4. Platz im anschließenden Aufstiegsturnier zur 2. Bundesliga Latein, in der Saison 2007/2008 erreichte es den 1. Platz und schaffte mit einem mit dem Aachener TSC Blau-Silber geteilten 2/3. Platz im Aufstiegsturnier den Aufstieg in die 2. Bundesliga Latein.
Nach der Saison 2008/2009, welche die Mannschaft auf dem 6. Platz in der 2. Bundesliga Latein abschloss, wechselte die Lateinformation geschlossen zum TSC Astoria Karlsruhe.
Trainer des A-Teams waren Markus Sonyi, Uwe Wedekind und Benjamin Eiermann.

### B-Team
Das B-Team des TSC Rot-Gold Sinsheim trat in der Saison 2005/2006 erstmals in der Landesliga Süd Latein, Gruppe TBW zu Ligawettkämpfen an. Musikalisches Thema war „Red Rose“. Da in der Saison 2006/2007 zu wenige Mannschaften für den Start in der Landesliga Süd gemeldet waren, wurden Landesliga und Oberliga Süd zusammengelegt. Das B-Team des TSC Rot-Gold Sinsheim trat in dieser Saison mit dem vom TSZ Velbert übernommenen Thema „Roxanne“ an. Zur Saison 2007/2008 wurden Landes- und Oberliga wieder getrennt, das Team trat wieder in der Landesliga an. In der Saison 2008/2009 trat kein B-Team mehr für den TSC Rot-Gold Sinsheim zu Ligawettkämpfen an.

## Weitere Formationen

### Standardformation
Anfang 2005 wurde im TSC Rot-Gold Sinsheim eine Standardformation gegründet, die zunächst als Hobbygruppe angelegt ist. Trainer der Formation ist Michael Schäfer.

### Alte Tänze Formation
Die „Kaffeehausrutscher“ genannte Formation für alte Tänze wurde Anfang 2003 gegründet. Sie hat Tänze aus der Zeit um 1900 (u. a. Polonaise, Mazurka und Rheinländer), Tänze der 1920er Jahre (u. a. Boston und Charleston) und Française im Programm.